# Асоціація захисту мешканців Деррі
Асоціація захисту мешканців Деррі — (анґл. The Derry Citizens 'Defense Association) — ірландська військова орґанізація, створена в липні 1969 року у відповідь на погрози на адресу ірландських націоналістів та громадських активістів Деррі від Королівських констеблів Ольстеру. Причиною цьому став парад підмайстрів, який проходив у той самий день що і хода протестуючих (хода націоналістів була заборонена). АЗМД брала участь у масових зіткненнях з королівськими констеблями, що й стало значною причиною посилення насильства. Окрім цього асоціація відіграла визначну роль у координації місцевих мешканців у Битві за Боґсайд. Під час існування Вільного Деррі (з серпня по жовтень 1969) асоціація виконувала обов'язки уряду. До складу асоціації входили лідери ірландської націоналістичної течі Шон Кінан, Педді Догерті та Джонні Вайт. Кінан та Вайт були відомими республіканцями.